# Kenilworth (Le Cap)
Pour les articles homonymes, voir Kenilworth.
Kenilworth est un faubourg de la banlieue sud de la ville du Cap en Afrique du Sud.
Le champ de courses de Kenilworth est le plus ancien d'Afrique du Sud. Il abrite notamment une aire protégée de 52 hectares réputée pour sa biodiversité et pour ses Fynbos en particulier.

## Localisation

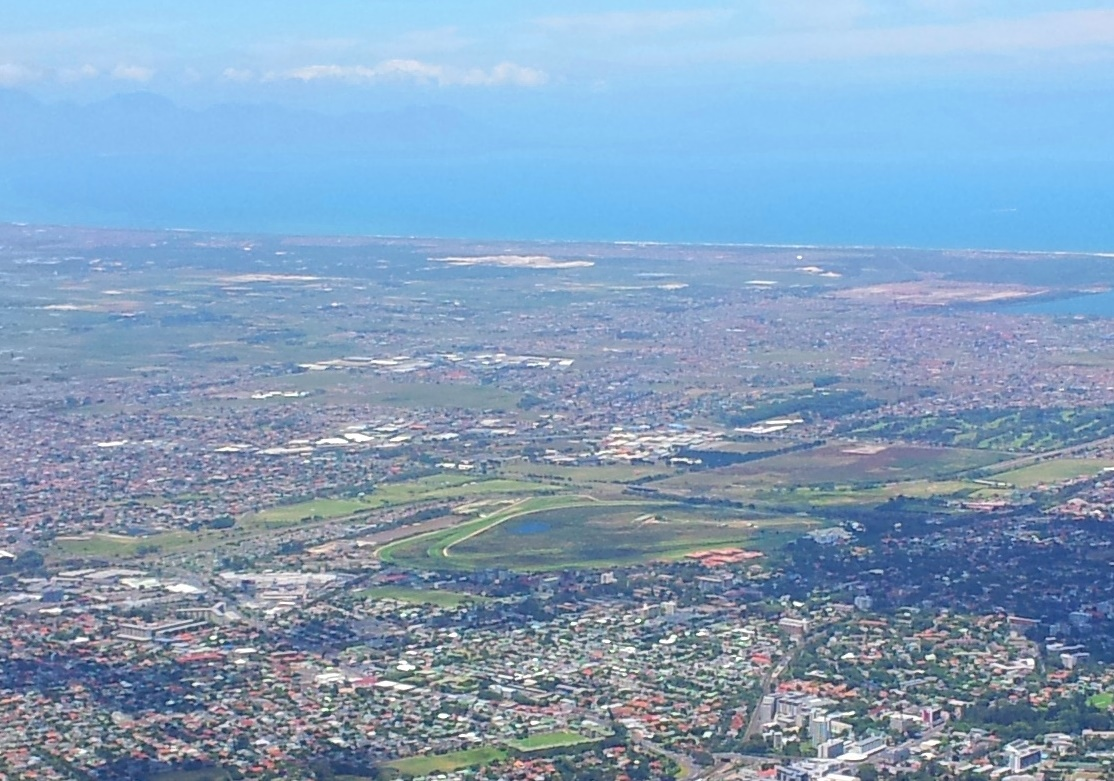
Vue sur la banlieue sud dont l'aire protégée et le champ de courses de Kenilworth

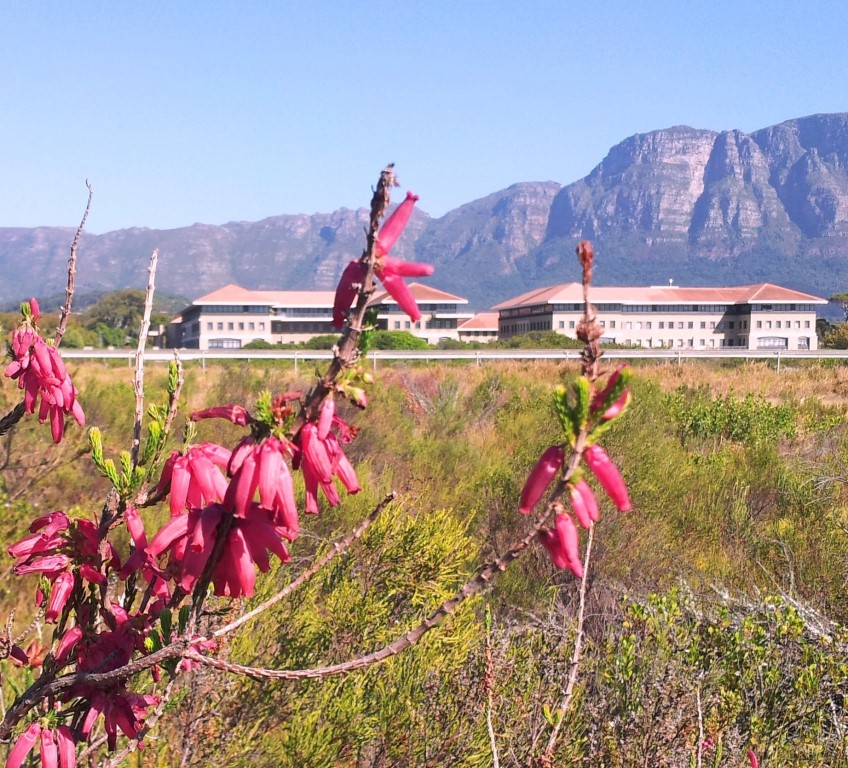
Fynbos dans l'aire protégée du champ de courses de Kenilworth

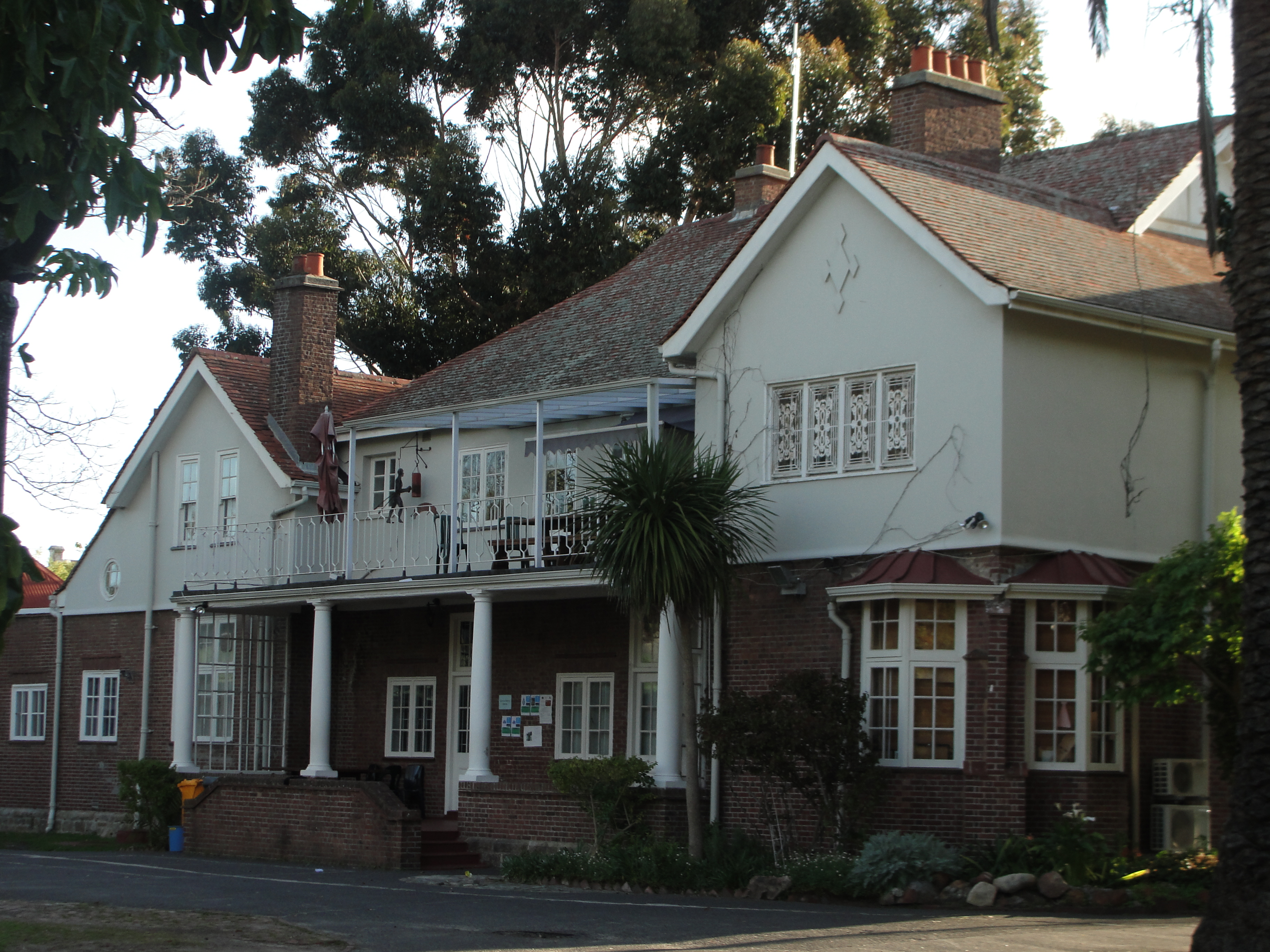
Cedar House school sur Ascot Road

Kenilworth est situé entre Wynberg au sud et Claremont au nord. La gare de Kenilworth se trouve sur la ligne de chemin de fer reliant Le Cap à Simonstown. 

## Démographie
Kenilworth est un quartier plutôt habité par les classes moyennes. 
Selon le recensement de 2011, Kenilworth compte 10 872 résidents, principalement issus de la communauté blanche (53,96 %). Les Noirs représentent 21,41 % des habitants tandis que les coloureds, population majoritaire au Cap, représentent 16,29 % des résidents
Les habitants sont à 78,80 % de langue maternelle anglaise, à 7,77 % de langue maternelle afrikaans et à 4,32 % de langue maternelle xhosa.

## Historique
Avant l'arrivée des colons néerlandais en 1652, la friche de la péninsule du Cap était utilisée par les Khoïsan pour paître leur bétail. En 1657, les Hollandais qui s'étaient établis sur la rive de la baie de la Table commencèrent à édifier des fermes. La zone où se situe Kenilworth reste agricole pendant environ 150 ans. Quand la colonie du Cap est reprise par les Britanniques au début du XIXe siècle, les nouveaux colons britanniques ainsi que des notables locaux rachètent plusieurs des domaines fonciers, les rebaptisent et en font des résidences de campagne. 
Des villages commencent à se développer comme celui de Claremont en 1840 et Wynberg. 
En 1927, la municipalité de Wynberg, incluant Kenilworth et Plumstead, est intégrée à la municipalité du Grand Cap (City of Greater Cape Town).
Dans les années 1960, Kenilworth est décrété zone pour Blancs dans le cadre de l'application des lois d'apartheid. Le 25 juillet 1993, des membres de l'armée de libération du peuple azanien (APLA), la branche militaire du Congrès panafricain d'Azanie, ont massacré 11 personnes et blessé 58 autres qui assistaient à un office religieux à l'église Saint James au cours du massacre de l'église Saint James,.

## Politique
Situé dans le 20e arrondissement du Cap (subcouncil 20), Kenilworth est incluse au côté de Claremont et Rondebosch dans les wards n° 58 et n°59, ainsi qu'avec Newlands (partiellement) dans le ward 59. Ces deux circonscriptions sont dominées politiquement par l'Alliance démocratique.